# Complex de Samotràcia
El Complex de Samotràcia és un dels principals santuaris panhel·lènics, situat en l'illa de Samotràcia, a Tràcia. Construït immediatament a l'oest de les muralles de la ciutat de Samotràcia, era independent com ho mostra l'enviament d'ambaixadors de la ciutat al santuari durant les festes.
Era cèlebre en el conjunt del món grec des de l'època clàssica pel seu culte mistèric, un culte ctònic que no era menys famós que el dels misteris d'Eleusis, i nombrosos personatges van ser allà iniciats: l'historiador Heròdot, un dels estranys autors en haver deixat algunes indicacions sobre la naturalesa dels misteris, l'espartà Lisandre, així com nombrosos atenesos. El culte és esmentat per Plató i Aristòfanes.
Va conèixer un període de desenvolupament arquitectònic espectacular a l'època hel·lenística quan es converteix, després de la iniciació de Filip II, en un santuari nacional macedoni en el qual els successors d'Alexandre Magne rivalitzaven en munificència. Roman com a lloc de culte important fins a l'època romana i també l'emperador Hadrià ho visita. L'escriptor Marc Terenci Varró descriu una part dels misteris, abans de desaparèixer a la fi de l'antiguitat tardana.

## El culte dels Grans Déus
La identitat i la naturalesa de les divinitats venerades al santuari resulta en gran part enigmàtica, tenint en compte que estava prohibit pronunciar el seu nom. Les fonts literàries antigues els designen sota l'apel·lació col·lectiva de «Cabirs» (grec: Κάϐειροι, Kábeiroi), mentre que elles porten el simple nom de Déus o Grans Déus (grec: Μεγάλοι Θέοι, Megáloï Théoï) a les inscripcions trobades en el lloc.

### El panteó de Samotràcia

Vista general del santuari i cronologia dels principals monuments

El panteó dels Grans Déus comprèn diverses divinitats ctóniques, la majoria anteriors a l'arribada de colons grecs a l'illa al segle vii aC, i reagrupades prop d'una figura central, la Deessa mare.
- La Deessa mare, deessa sovint representada a les monedes de Samotràcia com una dona asseguda, amb un lleó al seu costat.[3] El seu nom secret original era Axieros. Estava emparentada amb la Deessa mare Anatolia, la Cíbele de Frígia, o també amb la Deessa mare troiana del Mont Ida. Els grecs la van identificar també amb la deessa de la fecunditat Demèter. La Deessa mare era la mestressa totpoderosa del món salvatge de les muntanyes, venerada en les roques sagrades on se li oferien sacrificis. Al santuari de Samotràcia, els altars corresponen a afloraments rocosos de pòrfir, de colors variats (vermell, verd, blau o gris). Per als seus fidels, el seu poder es manifesta també en la vetes de mineral de ferro magnètic, dels quals elaboren els anells que els iniciats porten en senyal de reconeixement. Un cert nombre d'aquests anells han estat trobats a les tombes de la necròpoli veïna del santuari.[4]
- Hècate, sota el nom de Zerynthia, i Afrodita-Zerynthia, dues deesses importants de la natura, eren igualment venerades a Samotràcia, havent estat deslligat el seu culte del de la Deessa mare i acostat a divinitats més familiars als grecs.
- Cadmilo (grec:Καδμῦλος, Cadmilo), l'espòs d'Axieros, és un déu de la fertilitat identificat pels grecs amb Hermes, un dimoni itifálico, els símbols sagrats del qual són un cap de carner moltó i un bastó, el kerykeion, evident símbol fàl·lic, que es troba en unes certes monedes.
- Altres dos dimonis masculins acompanyen a Cadmilo, els Cabirs, que corresponen potser en principi als dos herois llegendaris fundadors dels misteris de Samotràcia, els germans Dàrdano (grec:Δάρδανος) i Jasió.[5] Són identificats pels grecs amb els Dioscurs, divinitats bessones molt populars com a protectors dels marins en perill.
- Una parella de déus infernals, Axiokersos i Axiokersa, és identificada amb Hades i Persèfone, i no pertany, potser, al grup original de les divinitats pre-gregues.[6] La llegenda familiar per als grecs de la violació de la deessa de la fertilitat pel déu dels Inferns forma part, amb una importància més petita que a Eleusis, del drama sagrat celebrat a Samotràcia.
- A l'època tardana, aquest mateix mite ha estat identificat amb el de les noces de Cadme i d'Harmonia, potser amb motiu de l'acostament onomàstic amb Cadmilo i Electra.

### Els ritus

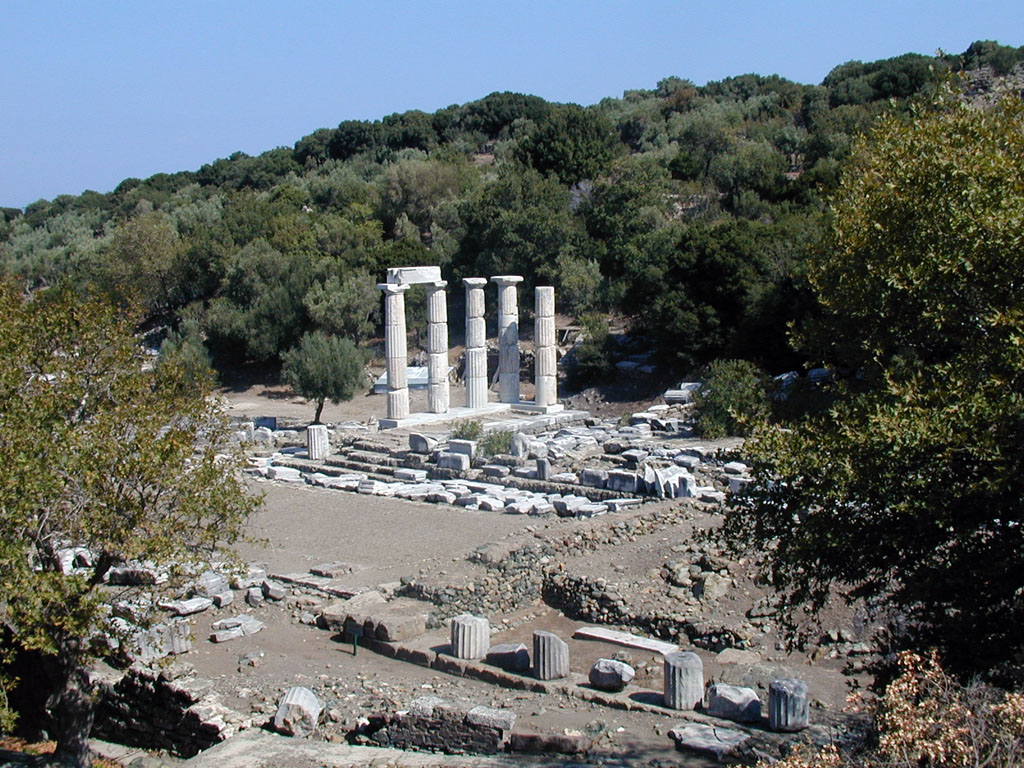
Vista general dels vestigis del Hieró des del sud-oest (plànol, núm. 13).

El conjunt del santuari estava obert a qualsevol persona que volgués venerar els Grans Déus, encara que l'accés als edificis consagrats estava només reservat als iniciats.
Els ritus més comuns no es distingien dels practicats en altres santuaris grecs: oracions i ofrenes acompanyaven els sacrificis cruents d'animals domèstics (xais, porcs) consumits a les llars sagrades (ἐσχάραι, eschàrai), així com libacions fetes a les divinitats ctònicas a les fosses rituals, circulars o rectangulars (grec: βόθρος, bothros). Van ser utilitzats nombrosos altars de roca, la majoria recoberts a la fi del segle v aC. per una tanca monumental.
La gran festa anual, per la qual afluïen a l'illa enviats de tot el món grec, se celebrava potser al juliol. Comprenia la representació d'un drama ritual, figurant un matrimoni sagrat (hieros gamos) que tenia lloc potser a l'edifici amb el fris de dansaires construït al segle iv aC. En aquesta època es va imposar la creença que la recerca de la verge desapareguda, que era seguida de la celebració de les seves noces amb el déu dels Inferns, representava el casament de Cadme i d'Harmonia. El fris a partir del qual es designa el tem-nos podria ser una al·lusió a aquest casament. Cap a 200 aC., una competició dionisíaca es va afegir al festival, gràcies a la construcció d'un teatre (plànol, núm. 10), enfront del gran altar (plànol, núm. 11). Els mites locals havien de ser representats allà: és en aquesta època quan la ciutat de Samotràcia va honrar un poeta d'Iasos a Cària, per haver compost la tragèdia Dàrdanos i haver realitzat d'altres favors a l'illa, la ciutat i el santuari.
El santuari era objecte de nombrosos presents votius, conservats a l'edifici especialment reservat per aquest efecte, tocant al gran altar (plànol, núm. 12): estàtues de bronze, de marbre o d'argila, armes, vasos, etc. Quant a la situació de Samotràcia sobre les rutes marítimes freqüentades, el culte dels Cabirs era particularment popular i de nombroses ofrenes votives, sovint molt modestes: les excavacions han posat al descobert petxines i hams oferts per mariners i pescadors que agraïen a les divinitats haver-los salvat dels perills del mar.

### Iniciació

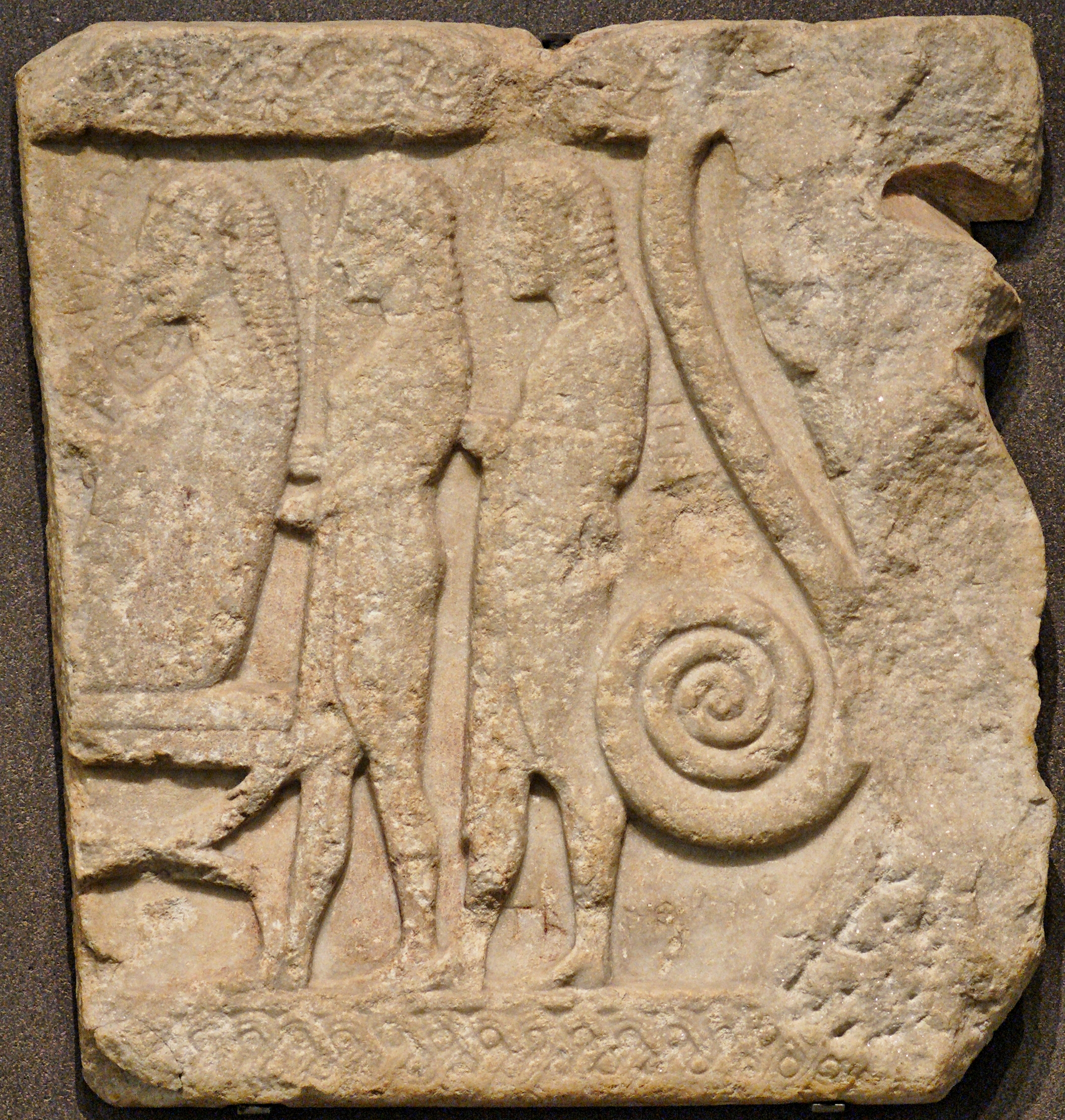
Agamèmnon, el seu herald Talcibios i Epeo, escena d'iniciació al culte dels Cabirs?. Relleu descobert a Samotràcia, circa 560 aC. Museu del Louvre

La particularitat del culte dels misteris de Samotràcia era la seva gran obertura: contràriament als misteris d'Eleusis, la iniciació no requeria cap condició d'edat, de sexe, d'estatus ni de nacionalitat. Tots, homes i dones, adults i nens, grecs i no grecs, lliures, lliberts o esclaus, podien participar en ells. La iniciació no estava limitada a una data precisa, i es podia el mateix dia ser iniciat en dos graus successius dels misteris: l'única condició era estar present en el santuari.
El primer estadi de la iniciació dels misteris era la myèsis (grec: μύησις): el mystes (grec: μύστης), és a dir, l'iniciat, rebia la revelació d'un relat sagrat i eren mostrats símbols particulars. Així, per a Heròdot, la revelació concernia a la interpretació d'imatges itifàlicas d'Hermes-Cadmilo. Segons Varró, els símbols revelats en aquesta ocasió simbolitzaven el Cel i la Terra. En canvi d'aquesta revelació, que era mantinguda en secret, l'iniciat rebia la seguretat d'uns certs privilegis: l'esperança d'una vida millor, i més particularment la protecció del mar, potser com a Eleusis, la promesa d'una vida feliç després de la mort. En el curs de la cerimònia, rebia una faixa vermella, nuada prop de la cintura, que servia de talismà màgic per protegir-lo. L'anell de ferro exposat al poder diví de les pedres magnètiques era probablement un altre símbol de protecció conferit durant la iniciació.

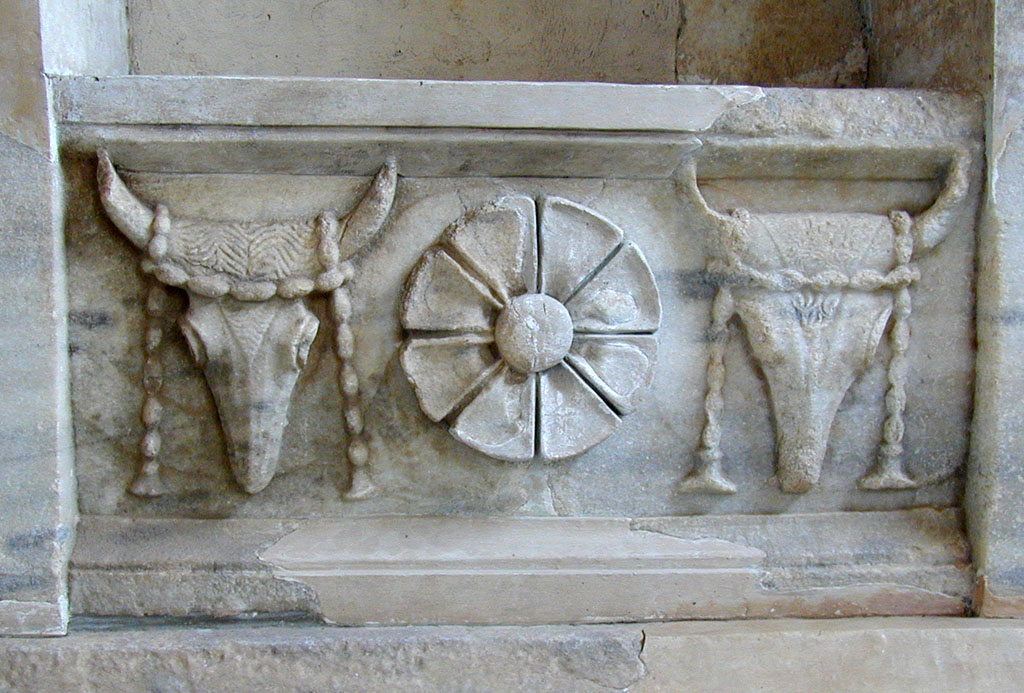
Fris amb bucranis provinent de la Rotonda d'Arsinoe (Museu de Samotràcia) (plànol, núm. 15).

La preparació a la iniciació es feia en una petita estança al sud de l'Anactoron (plànol, núm. 16), espècie de sagristia on l'iniciat vestit de blanc rebia una làmpada. La myèsis tenia lloc a l'Anactoron (literalment la «Casa dels senyors»), una gran sala capaç d'acollir la massa de fidels ja iniciats que assistien a la cerimònia en els bancs parats al llarg dels murs. El candidat a la iniciació complia un ritu de lustració en un estany situat en l'angle sud-est; després vessava una libació als déus a una fossa circular. Al final de la cerimònia, prenia lloc, assegut, a una estrada de fusta, davant de la porta principal, mentre que tenien lloc danses rituals prop d'ell. A continuació era conduït a l'estança nord, santuari, on rebia la revelació pròpiament dita. L'accés a aquest santuari estava prohibit a les persones no iniciades. Un document atestava la seva iniciació als misteris, i potser, almenys a l'últim període del santuari, pagués per fer inscriure el seu nom en una placa commemorativa fixada en un monument.
El segon grau d'iniciació s'anomenava èpopteia (grec: ἐποπτεία), literalment la «contemplació»: contràriament a Eleusis on un interval d'un any havia de separar els dos graus d'iniciació, aquí podia ser obtingut després de la myèsis i no era obligatori. No era també realitzat més que per un petit nombre d'iniciats, el que fa pensar que implicava condicions jutjades difícils, encara que no fossin ni financeres ni socials. Karl Lehman estima que es tractava d'exigències morals, en ser el candidat escoltat havia de confessar els seus «pecats»: aquesta confessió tindria lloc de nit, com el conjunt de ritus iniciàtics, davant de l'Hieron (plànol, núm. 13), on s'ha trobat la base que va haver de suportar una torxa geganta. D'una manera general, la descoberta de nombroses làmpades i de suports de torxes a tot el lloc, confirma la naturalesa nocturna dels principals ritus. Després de l'interrogatori i l'eventual absolució concedida pel sacerdot o oficiant, el candidat era introduït al Hieron, que tenia així una funció d'epopteion, on procedia als ritus de lustració i a un sacrifici en una llar sagrada situada en el centre de la cel·la. A continuació prenia lloc en la part posterior de l'edifici, davant de l'extremitat en forma d'absis, que recorda una gruta. El hierofanta dit d'una altra forma, l'iniciador, prenia lloc en l'absis sobre una estrada (bêma), recitava la litúrgia, i mostrava els símbols dels misteris.
L'època romana, cap a 200 aC., l'entrada del Hieron es va modificar per permetre l'entrada de les víctimes per al sacrifici. Es va construir un ampit a l'interior per protegir els espectadors i va ser habilitada una cripta a l'absis. Aquestes modificacions van servir per a la celebració del Crioboli i del Tauroboli de la Dessa mare anatolia Cíbele, que van ser introduïdes a l'èpopteia. Els nous ritus veien l'iniciat, o potser solament al sacerdot en el seu nom, baixar a una fossa de l'absis. La sang dels animals sacrificats era aleshores vessada sobre seu, segons un ritu de naturalesa baptismal.

## Organització del santuari
El plànol del santuari de Samotràcia pot semblar confús en un primer moment: és el resultat de la topografia particular del lloc, així com de la successió de diferents programes de construcció repartits entre dos segles. El santuari ocupa en els pendents occidentals de la muntanya Hagios Georgios tres terrasses estretes separada per dos torrents encaixonats. L'entrada es va fer a l'est pel propileu per Ptolemeu II, també anomenat Ptolemaion (plànol, núm. 20), que travessa el torrent occidental i fa funció de pont. Immediatament a l'oest, sobre la primera terrassa, un lloc enllosat, en graons circulars, consta d'un altar en el seu centre i havia de servir d'àrea de sacrifici, sense que pugui precisar-se més la seva funció.
Un camí tortuós descendeix cap a la terrassa principal, entre els dos torrents, on es troben els principals monuments que servien per al culte.

### Arsinoeion

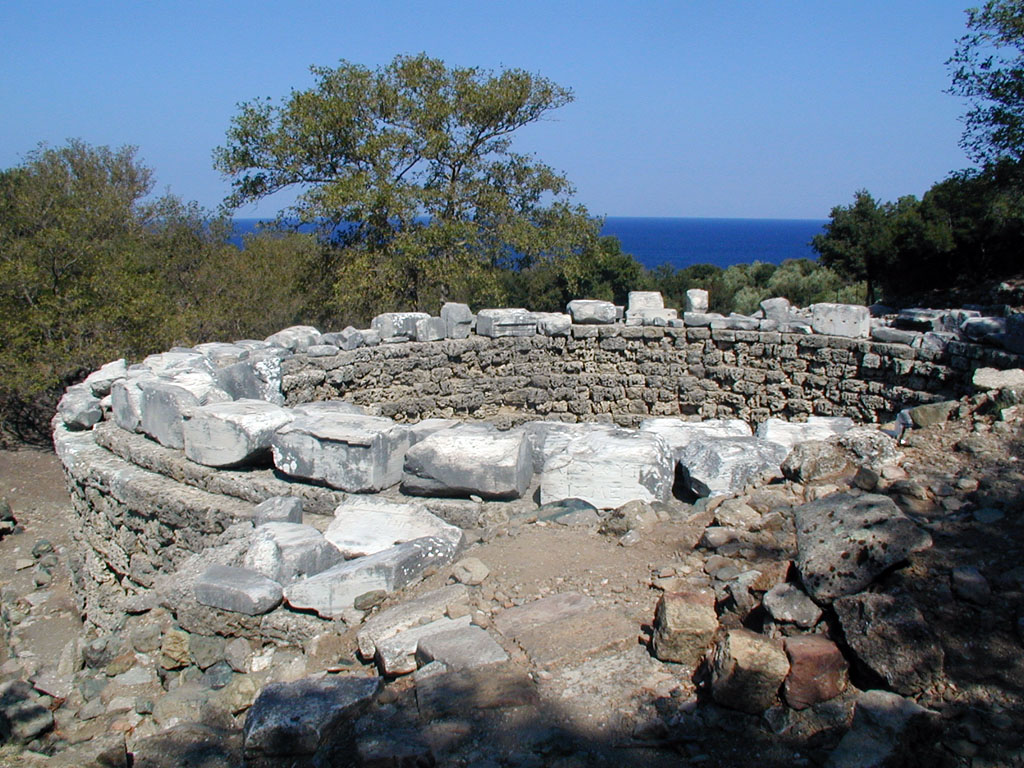
Fonaments de la Rotonda d'Arsinoe(plànol, núm. 15).

Un gran tolos, l'Arsinoeion, o Rotonda d'Arsínoe (plànol, núm. 15), la més gran sala circular coberta del món grec (20 metres de diàmetre), servia potser per acollir els teoros, els ambaixadors sagrats delegats per les ciutats o les associacions de les grans festes del santuari. La decoració de rosetes i de bucranis (caps de bous adornats amb garlandes) fa pensar que els sacrificis podien desenvolupar-se també allà. La rotonda va ser construïda sobre un edifici més antic, del qual no en subsisteixen més que els fonaments.
Aquest edifici, nou a l'hel·lenisme per la seva concepció, va ser construït entre el 289 aC i el 281 aC, com un acte de evergetisme reial per Arsínoe que després arribaria a ésser la reina d'Egipte Arsínoe II Filadelfa. Aquest lloc, no se segueix el model tradicional del tolos del segle iv aC sinó que es limita la columnata externa a un sol pis superior de finestrals. El seu interior és net, gran per als cànons grecs, sense suports interiors i està la decoració ben tractada, amb àmplia cúpula de cassetons de fusta, potser un dels antecedents conceptuals del futur Panteó d'Agripa.

### Altres edificis
Immediatament a la sortida del camí que condueix a l'entrada del santuari es troba l'edifici més gran de culte, l'«Edifici del Fris de les Ballarines» (plànol, núm. 14), potser també anomenat tèmenos, perquè correspon a una tanca monumental que marca una àrea de sacrifici molt més antiga. La reconstrucció del seu plànol ha variat considerablement. Es tractaria d'un simple pati precedit d'un propileu jònic decorat amb el fris de les ballarines. El cèlebre arquitecte Escopes de Paros podria haver estat l'autor.
Al sud del tèmenos es troba l'edifici de culte més important, el epopteion, designat per una inscripció sota el nom de Hieron (plànol, núm. 13). La dedicatòria no és coneguda, però no és possible més que reial donada la grandària i luxe de l'edifici. És una espècie de temple, que no és perípter i no en consta més que d'una columnata pròstila (en part elevades). Les decoracions arquitectòniques de la façana es caracteritzen pel seu gran refinament. L'espai interior correspon a la part més ampla (d'11 m) sense suport intermedi conegut en el món grec. L'edifici acaba al sud per un absis inscrit, que constitueix, com el cor d'una església, la part més sagrada. Podria, segons René Ginouvès evocar una gruta per acollir els ritus dels cultes ctònics. A l'oest de l'Hieron se situaven l'altar principal, (Altar Curt), i una sala d'exposició de les ofrenes dels fidels (plànol, núm. 11 i 12 respectivament).

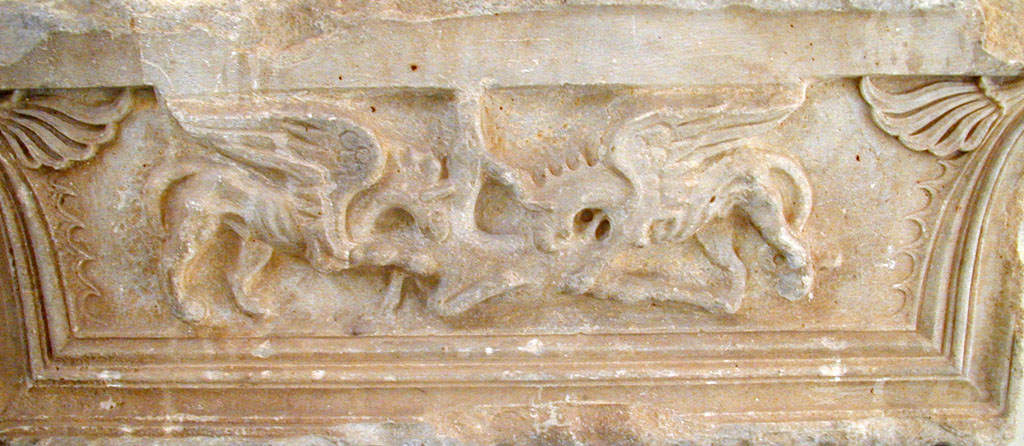
Capitell de la façana oest del Propileu de Ptolemeu II: grius devorant un cérvol (plànol, núm. 20).

Al nord de la Rotonda d'Arsinoe, es troba l'Anaktoron, l'edifici que acollia la myèsis, la versió actualment visible data de l'època imperial.
La tercera i última terrassa, a l'oest del centre cultural del santuari, està ocupada per monuments votius, com l'Edifici de la Milèsia, així anomenat amb motiu de la seva dedicatòria per una ciutadana de Milet (plànol, núm. 5), i el Neorion (plànol, núm. 6). Allà es troben també sales de banquets (plànol, núm. 7). Tres petits tresors hel·lenístics veïns són molt poc coneguts (plànol, núm. 1 a 3). Aquest espai de la terrassa central, està sobretot dominat per un pòrtic molt gran (104 m de llarg; plànol, núm. 8) que constitueix un segon pla monumental del santuari, per damunt del teatre.
Es troben en aquesta part del lloc les més recents restes d'ocupació: un fort quadrat romà d'Orient, va ser construït a l'emplaçament dels tresors que va reemprar els materials de construcció.

## Un santuari nacional macedoni
| «                                            | Es diu que Filip estant a Samotràcia, en la seva primera joventut, va ser iniciat en els misteris amb Olímpies, aleshores petita i òrfena de pare i de mare. Es va enamorar; i, després d'haver aconseguit el consentiment d'Arimbes, germà d'aquesta princesa, la va casar. | » |
| — Plutarc, Vides paral·leles, Alejandro II.2 | |   |

Segons Plutarc, el rei de Macedònia, Filip II hauria trobat així la seva futura muller, la princesa epirota de la dinastia eácida Olimpies durant la seva iniciació en els misteris de Samotràcia. D'aquesta anècdota històrica ve la fidelitat de la dinastia argéada al santuari, després de dues dinasties de diàdocs, els làgides i els antigònidas que rivalitzen en munificència en el curs del segle iii aC, durant els diferents períodes del seu domini sobre l'illa i més en general sobre l'Egeu septentrional.

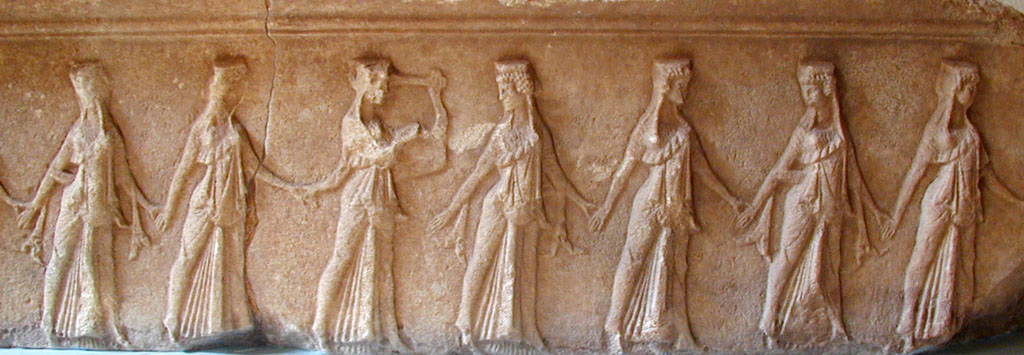
Fris de les Ballarines provenent de Témenos (plànol, num. 14)

El primer sobirà a distingir-se i del que s'ha guardat el rastre epigràfic és el fill de Filip II de Macedònia i germanastre d'Alexandre, Filip III Arrideu qui va figurar com a principal benefactor del santuari al segle iv aC: se li deu probablement el Temenos cap a 340 aC., l'Altar Curt al següent decenni, l'Hieron cap a 325 aC., així com el monument dòric al costat de l'àrea circular est, dedicat al seu nom, així com el d'Alexandre IV, el seu nebot, i datat per tant en el seu regne entre 323 i 317 aC.
La segona fase de construccions monumentals va començar els anys 280 amb la rotonda d'Arsinoe II: podria datar o del període 288- 281 aC. o del període en què aquesta filla de Ptolemeu I Soter va esdevenir esposa del diàdoc Lisímac de Tràcia, aleshores rei de Macedònia, o del 276 - 271 aC. on, vídua, es torna a casar amb el seu propi germà, Ptolemeu II Filadelf. Només subsisteix un bloc de la inscripció monumental de la dedicatòria que dominava la porta. Ptolemeu II va fer construir el propileu que talla l'entrada del santuari: la poderosa flota làgida li va permetre estendre aleshores el seu domini sobre l'essencial de la mar Egea fins a les costes tràcies (Enos, Maronea), i les construccions de Samotràcia són el testimoni d'aquesta influència.
El restabliment de la dinastia antigónida sobre el tron de Macedònia, amb Antígon II de Macedònia, va conduir aviat a l'enfrontament per la supremacia marítima a l'Egeu: Antígon va celebrar així el seu èxit naval de Cos cap a 255. 245 aC. dedicant al santuari un vaixell de la seva flota victoriosa, exposat en un edifici construït ad hoc sobre la terrassa occidental, el Neorion (plànol, núm. 6). S'inspirà així, potser, en un altre Neorion, de Delos, edificat probablement a la fi del segle iv aC, però que va tornar a utilitzar i va consagrar un altre dels seus vaixells a la mateixa època.

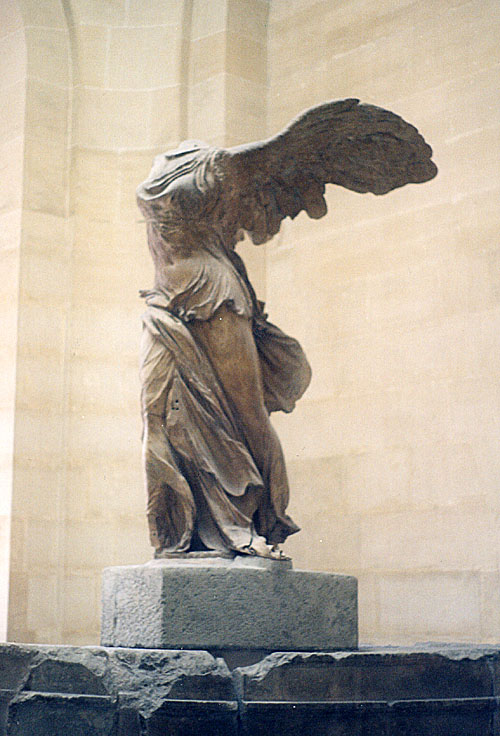
La Victòria de Samotràcia, Museu del Louvre (plànol, número 9).

La guerra naval entre làgidas i antigònides va tenir intermitències durant tota la segona meitat del segle iii aC fins a Filip V de Macedònia, l'últim rei antigònida [a | en] intentar establir una talasocràcia macedònia, vençut finalment per l'aliança marítima de Rodes i de Pèrgam: una columna monumental l'està dedicada pels macedonis davant de la gran stoa de la terrassa superior cap a 200 aC. És molt probable, amb motiu d'un d'aquests episodis, que fou construïda la font monumental que conté la famosa estàtua de Victòria de Samotràcia sobre una proa de vaixell (plànol, núm. 9): podria tractar-se d'una dedicatòria ròdia més aviat que macedònia, si es creu l'anàlisi de la calcària utilitzada per a la proa del vaixell i el tipus d'aquest últim, els dos procedents de Rodes.
El santuari es converteix l'últim refugi de l'últim rei de Macedònia, Perseu qui va a l'illa després de la seva derrota a la batalla de Pidna en el 168 aC. i és detingut pels romans.

## L'exploració del lloc
La fascinació pel culte als misteris va suscitar un interès constant al lloc des dels segles xvii i xviii. Les primeres excavacions arqueològiques van ser obra de la missió francesa Deville i Coquart el 1866, després de la descoberta espectacular el 1863, pel cònsol francès a Adrianòpolis, Champoiseau, de la cèlebre estàtua de la Victòria, avui en el Louvre.
Després, l'austríac A. Conze va explorar el lloc el 1873 i 1876: va posar al descobertel Ptolemaion, la stoa, va fer excavacions superficials a l'Hieron, a l'Arsinoeion, així com al Temenos. Els seus treballs es van publicar en volums d'una qualitat excepcional per a l'època. A propòsit d'un acord amb el govern turc, els austríacs van compartir les seves descobertes: nombrosos fragments arquitectònics van ser portats al Kunsthistorisches Museum de Viena, mentre que d'altres eren transportats a Gal·lípoli i després al Museu Arqueològic d'Istanbul, una part d'aquest material va desaparèixer desgraciadament durant el trasllat. Champoiseau va tornar el 1891 a cercar els blocs de la proa del vaixell sobre els quals la Victòria va ser instal·lada a París, i va descobrir en aquesta ocasió el teatre.
L'École française d'Athènes i la Universitat Carolina de Praga (Salač i Fernand Chapouthier) van treballar alhora entre 1923 i 1927, abans que comencessin el 1938 les primeres excavacions de la Universitat de Nova York: aquestes van posar al descobert l'Anactoron. Interrompudes per la Segona Guerra Mundial, durant la qual el lloc va patir l'ocupació búlgara, es van reprendre el 1948 i continuen als nostres dies. L'any 1956, es va realitzar una recuperació parcial de la columnata de la façana de l'Hieron.